# Saint-Maurice-sur-Vingeanne
Saint-Maurice-sur-Vingeanne is een gemeente in het Franse departement Côte-d'Or (regio Bourgogne-Franche-Comté) en telt 182 inwoners (2004). De plaats maakt deel uit van het arrondissement Dijon.

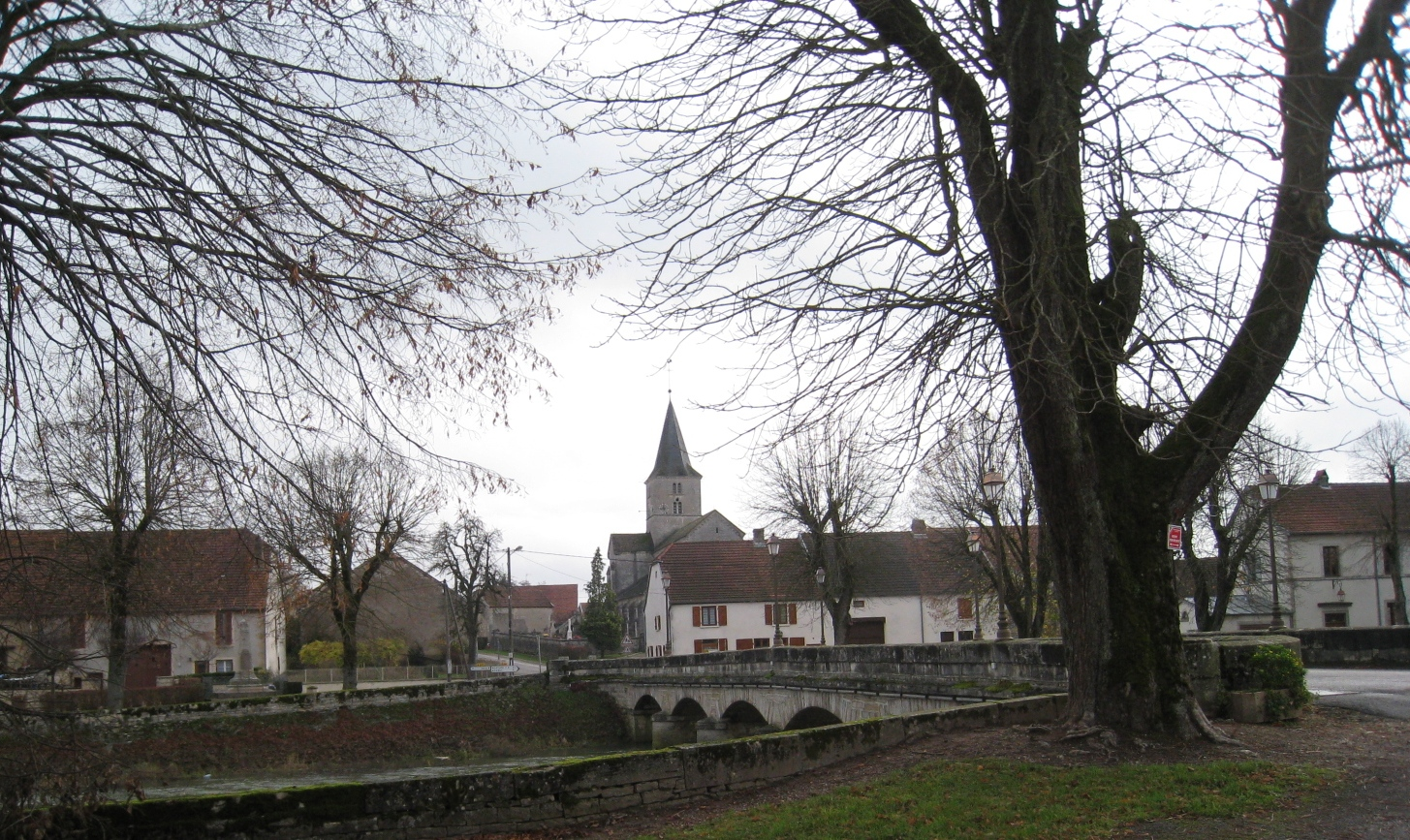
Saint-Maurice-sur-Vingeanne
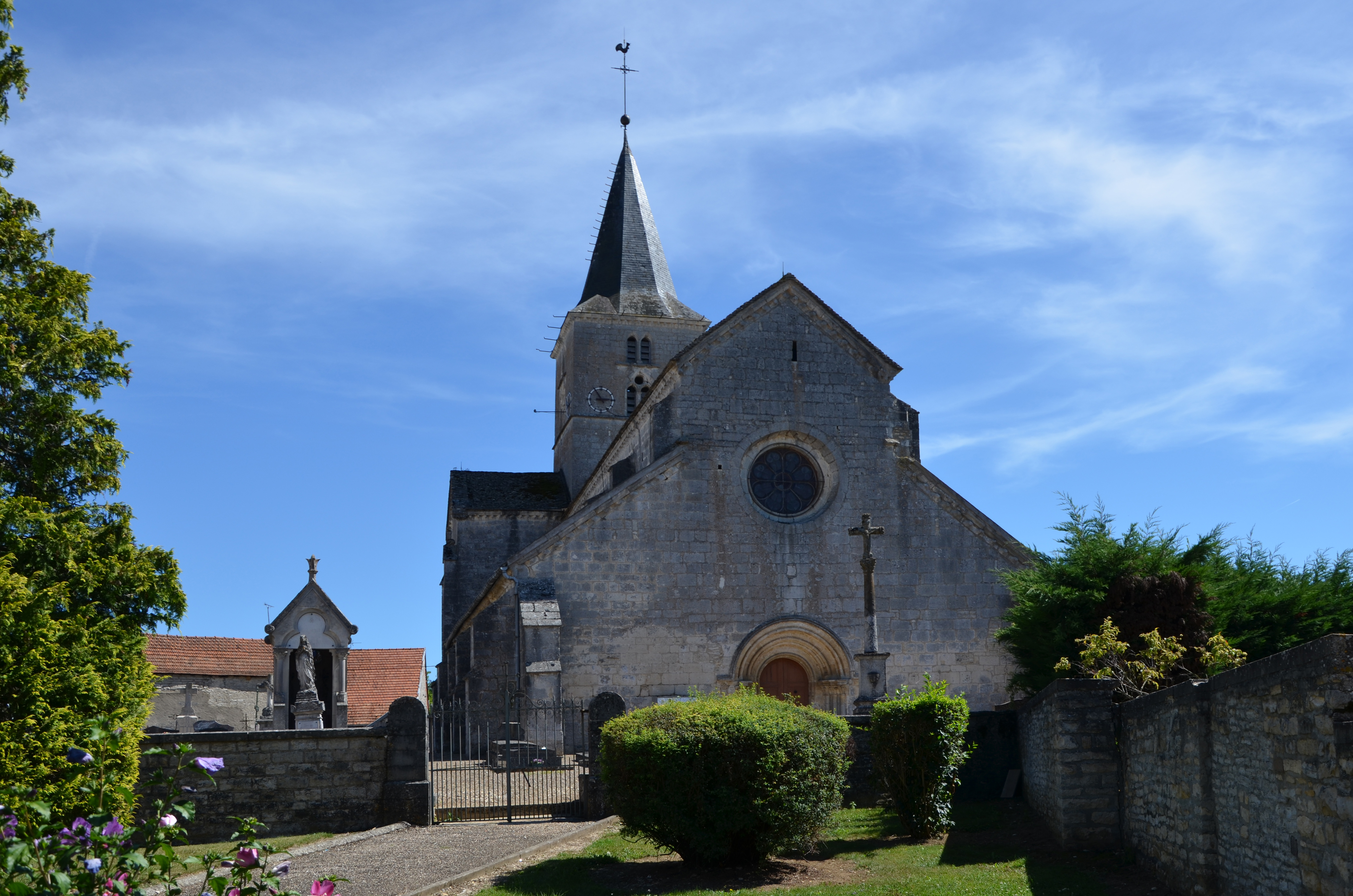
Kerk van Saint-Maurice-sur-Vingeanne

## Geografie
De oppervlakte van Saint-Maurice-sur-Vingeanne bedraagt 17,4 km², de bevolkingsdichtheid is 10,5 inwoners per km².
De onderstaande kaart toont de ligging van Saint-Maurice-sur-Vingeanne met de belangrijkste infrastructuur en aangrenzende gemeenten.

## Demografie
Onderstaande figuur toont het verloop van het inwonertal (bron: INSEE-tellingen).